# Mesenchytraeus
Genre
Mesenchytraeus (les vers de glace) est un genre de vers annélides de la famille des Enchytraeidae. Leur nom vient du fait qu’ils vivent exclusivement dans la glace.

## Espèces
- Mesenchytraeus solifugus
- Mesenchytraeus harrimani
- Mesenchytraeus kuril
- Mesenchytraeus maculatus
- Mesenchytraeus obscurus

## Habitat
Le premier ver de glace est découvert en 1887 en Alaska sur le glacier Muir. Présents dans des glaciers, ils sont présents de l’Alaska à l’Oregon en passant par la Colombie-Britannique et l’État de Washington.

## Description
L’espèce « solifugus » tire son nom du mot latin signifiant « qui évite le soleil » car le ver se cache sous la glace juste avant l’aube. Le ver ne supporte pas les températures positives et sa structure membraneuse peut littéralement « fondre » au-dessus de 5 °C.
Les vers peuvent atteindre une taille de plusieurs centimètres. Ils ont une couleur noire, bleue ou blanche. Sur le glacier Suiattle dans la région des North Cascades, on a décompté plus de 7 milliards de vers de glace. On ne sait pas très bien comment les vers se déplacent dans la glace. Certains scientifiques pensent qu’ils passent dans des microfissures présentes dans la glace tandis que d’autres pensent que les vers sécrètent un fluide modifiant la température de solidification de la glace (sorte d’antigel) en vue de pouvoir avancer. Les vers se nourrissent d'algues de neige.